# Mšeno nad Nisou
Mšeno nad Nisou (deutsch Grünwald an der Neiße) ist ein Ortsteil der Stadt Jablonec nad Nisou in Tschechien. Der Ort befindet sich am Südhange des Isergebirges und liegt am rechten Ufer der Lausitzer Neiße bzw. linksseitig der Weißen Neiße.

## Geschichte
Grünwald entstand um 1548, als die Familie Wander aus Crottendorf im Erzgebirge eine Glashütte anlegte. Um den Betrieb entstand auf einem Hügel zwischen den Tälern der Neiße und des Grünwalder Wassers (Mšenský potok) der Glasmacherort. Im Jahre 1599 erhielt die Familie Wander von Kaiser Rudolf II. einen Wappenbrief verliehen und nannte sich seither offiziell Wander von Grünwald. Später gelangte die Hütte an die Glasmacherfamilie Preußler. Grünwald bildete ab der Mitte des 19. Jahrhunderts eine Gemeinde im Gerichtsbezirk Gablonz an der Neiße.
Zwischen 1906 und 1909 erfolgte, vorwiegend zum Hochwasserschutz, östlich des Dorfes der Bau der Talsperre Grünwald. Im Jahre 1917 erschien eine ausgiebige Dorfchronik.
Nach dem Zweiten Weltkrieg wurde die deutsche Bevölkerung vertrieben; so übersiedelte z. B. der hier seit 1900 als Glasmacher tätige Adolf Scholze mit seiner Firma nach Schwäbisch Gmünd. In den 1970er Jahren wurde der ehemalige Glasmacherort mit einer Plattenbautensiedlung überbaut. 1991 hatte der Ort 10.247 Einwohner. Im Jahre 2001 bestand das Mšeno aus 637 Wohnhäusern, in denen 9637 Menschen lebten.

## Söhne und Töchter des Ortes
- Richard Lammel (1899–1951), Politiker (NSDAP)